# 奈良アクセスきっぷ
奈良アクセスきっぷ（ならあくせすきっぷ）は、南海電気鉄道（南海電鉄、奈良アクセスきっぷのみの発売）、近畿日本鉄道（近鉄、自社での発売はなし）が共同で発行していた乗車券である。片道乗車券と往復乗車券があった。

## 概要
関西空港（関空）と奈良方面を割安価格で行ける乗車券であり、通年発売。乗車券は磁気券式である。国籍にかかわらず購入できた。
南海電鉄・近鉄共に有料特急（南海のラピート・サザン指定席、近鉄特急）には別途特急料金が必要。南海電鉄の特急サザンの自由席・急行・空港急行及び近鉄の快速急行・急行には特急料金（急行料金）はかからない。
発売の背景にはJR阪和線・大和路線やリムジンバスと対抗する狙いがある。
2023年9月30日に発売を終了した。

## 切符のルート
- 南海電鉄 関西空港駅→難波駅
- 近鉄電車 大阪難波駅→近鉄日本橋駅 - 近鉄奈良駅までの近鉄難波線・近鉄奈良線内の各駅（ただし、大阪難波駅からの運賃が320円以上になる駅(枚岡駅)より以遠への利用に使用しないと普通運賃より割高になる。また京都アクセスきっぷの阪急電鉄内や神戸アクセスきっぷの阪神電鉄内の扱いとは異なり、本切符は経路が近鉄奈良線のみに指定されているため、近鉄大阪線・近鉄けいはんな線・近鉄京都線・近鉄橿原線に乗車した場合は、本切符は布施駅・生駒駅・大和西大寺駅までとなり、それらの駅からの運賃が(普通運賃が近鉄奈良線の大阪難波駅から近鉄奈良駅までより安い駅であっても)別途必要となる。）

往復切符の帰りのルートは上記と逆ルートである。
片道・往復とも難波駅・大阪難波駅以外の途中下車は無効となる。

## 発売箇所
南海電鉄 関西空港駅
近鉄の駅や南海電鉄の上記以外の駅では発売していない。

## 発売額
- 片道1,230円
- 往復2,460円

大人のみの設定。往復券の帰り券は発売翌月中までの任意の1日有効。